# 中华人民共和国刑事诉讼法
《中华人民共和国刑事诉讼法》为中华人民共和国的一部基本法律，于1979年7月1日公布，1980年1月1日施行。《刑事诉讼法》第一条规定：为了保证刑法的正确实施，惩罚犯罪，保护人民，保障国家安全和社会公共安全，维护社会主义社会秩序，根据宪法，制定本法。

## 任务
《中华人民共和国刑事诉讼法》现行版本，总则第二条等款明确立法任务：中华人民共和国刑事诉讼法的任务，是保证准确、及时地查明犯罪事实，正确应用法律，惩罚犯罪分子，保障无罪的人不受刑事追究，教育公民自觉遵守法律，积极同犯罪行为作斗争，维护社会主义法制，尊重和保障人权，保护公民的人身权利、财产权利、民主权利和其他权利，保障社会主义建设事业的顺利进行。

## 职能和功能
《中华人民共和国刑事诉讼法》的职能为规定人民检察院的审查起诉职能、公安机关的侦查职能及法院的审判职能，功能为保证刑法的正确实施、惩罚犯罪、保护人民、保障国家安全、社会公共安全及维护社会主义社会秩序等，而《刑事诉讼法》通过以事实为依据、以法律为准绳原则、平等适用法律原则、分工负责、互相配合、互相监督原则等来体现其职能和功能。

## 历史
1954年9月，第一届全国人民代表大会第一次会议通过了《宪法》、《人民法院组织法》和《人民检察院组织法》。同年12月，全国人民代表大会常委会制定了《逮捕拘留条例》。这些法律规定了人民法院、人民检察院等机关办理刑事案件的职权和刑事诉讼制度的基本原则。1954年开始，全国人大常委会等有关工作机构即着手进行《刑事诉讼法》的起草工作，并曾拟出了草案初稿，后因1957年反右运动停止了起草工作。1963年4月，又起草形成了《中华人民共和国刑事诉讼法（草案）》。后来因为四清运动和文化大革命，《刑事诉讼法》的起草工作处于长期停滞状态。
1978年12月13日，正值文化大革命结束时期，邓小平在中央工作会议闭幕会上的讲话中指出，“很多法律还没有制定出来，应该集中力量制定刑法、民法、诉讼法和其他各种必要的法律”，而1979年2月，第五届全国人大常委会第六次会议决定设立全国人大常委会法制委员会。3月13日，彭真在法制委员会第一次会议上提出，要抓紧起草《刑法》、《刑事诉讼法》、《地方组织法》等法律。从3月中旬开始，法制委员会以1963年《刑事诉讼法（草案）》为基础，抓紧进行《刑事诉讼法》起草工作。5月29日，中国共产党中央政治局讨论了《刑事诉讼法（草案）》，同意提请全国人民代表大会审议通过。6月7日至12日，第五届全国人大常委会第八次会议审议了《刑事诉讼法（草案）》，决定提请第五届全国人大第二次会议审议。1979年7月1日，第五届全国人民代表大会第二次会议审议通过了《中华人民共和国刑事诉讼法》，自1980年1月1日起施行，分为总则、立案、侦查和提起公诉、审判和执行4编、17章、164条。
随着改革开放的全面深入发展，1979年《刑事诉讼法》受其制定时历史条件的限制，本身就存在一些不足，这些不足所产生的弊端在司法实践中逐渐显露出来，修正该法典成为理论界及司法实务部门的共识。因此，1996年3月17日，第八届全国人大第四次会议表决通过了《关于修改〈中华人民共和国刑事诉讼法〉的决定》，自1997年1月1日起施行。修改刑事诉讼法的决定共110条，修改后的刑事诉讼法共225条。这次修改的主要内容包括完善强制措施的有关规定、进一步保障诉讼参与人的权利、完善庭审方式及加强对刑事诉讼各环节的监督。
由于1996年修法中部分制度在之前并未试点，因而出现了司法实践难以有效实施、进而架空程序设计的情况，有必要进一步予以完善。全国人大常委会法制工作委员会从2009年初开始着手刑事诉讼法修改方案的研究起草工作，而后形成了《刑事诉讼法修正案（草案）》。2011年8月24日，第十一届全国人大常委会第二十二次会议对其进行了初次审议。2012年3月8日，《刑事诉讼法修正案（草案）》提交至第十一届全国人大第五次会议审议，随后在3月14日顺利通过《关于修改〈中华人民共和国刑事诉讼法〉的决定》。
2012年《刑事诉讼法》修改后，改革措施不断推出，以至于自上而下的焦点不仅仅是《刑事诉讼法》的贯彻实施，更要推进和落实刑事司法改革举措。为保障宪法、法律的权威以及改革的有序进行，《刑事诉讼法》再修改自然应当被提上日程。2018年10月26日，《关于修改〈中华人民共和国刑事诉讼法〉的决定》由第十三届全国人民代表大会常务委员会第六次会议通过，修改后的《刑事诉讼法》自即日起实施。这标志着我国《刑事诉讼法》的第三次修改完成。《监察法》与《刑事诉讼法》的衔接、建构刑事缺席审判制度、完善认罪认罚从宽制度和增加速裁程序是此次《刑事诉讼法》再修改的要点。